# Víktor Faizulin
Víktor Ígorievich Faizulin (en ruso: Ви́ктор И́горевич Файзу́лин; Najodka, Rusia, 22 de abril de 1986) es un exfutbolista ruso. Jugaba de centrocampista y su último equipo fue el Zenit de San Petersburgo. Fue director deportivo del FC Akron Tolyatti durante 2021. 

## Biografía
Víktor Faizulin nació en Najodka, Rusia (antigua Unión Soviética). Empezó su carrera futbolística en las categorías inferiores de un equipo de su ciudad natal, el FC Okean Nakhodka. En 2004 pasó a formar parte de la primera plantilla del club.
Ante la falta de oportunidades decidió marcharse. De esta forma recala en el FC SKA-Energiya Khabarovsk.
A principios de 2007 fue contratado por el PFC Spartak Nalchik. Este equipo tuvo que pagar 250 000 euros para poder ficharlo. Con este club Víktor Faizulin debutó en la máxima categoría del fútbol ruso.

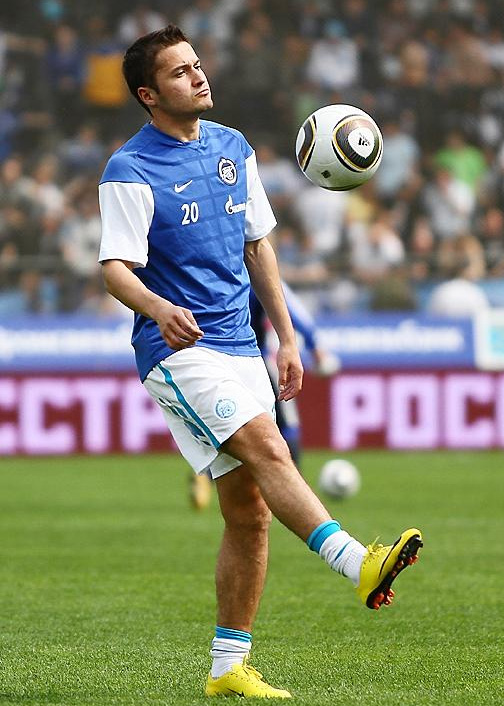
Faizulin con el Zenit en 2010

A finales de 2007 firmó un contrato con su actual equipo, el Zenit de San Petersburgo, club que tuvo que realizar un desembolso económico de 2 millones de euros para poder hacerse con sus servicios. Debutó con su nuevo equipo en liga en un partido contra el Spartak de Moscú (0-0). Ese mismo año el Zenit estaba participando en la Copa de la UEFA, torneo del que resultó vencedor, al imponerse por dos goles a cero al Glasgow Rangers en la final. Ese fue el mayor éxito en la historia del Zenit. 
Ese mismo año el equipo ganó la Supercopa de Europa al imponerse al Manchester United F.C. por dos goles a uno.
En 2008 el club también consiguió otro título, la Supercopa de Rusia. 
En 2018 se retiró debido a problemas con las lesiones que no le permitieron jugar los 2 últimos años y medio.

## Selección nacional
Ha participado con las selecciones Sub-17, Sub-21, Olímpica y absoluta con la Selección de fútbol de Rusia.
En 2011 fue contactado por la Federación Venezolana de Fútbol, ya que su padre obtuvo la nacionalidad venezolana, sin embargo, el jugador declaró años después: «Lo pensé muy bien y no estaba tan convencido, pues no conocía nada de allá y tampoco manejaba el español, además yo soy ruso y siempre me he sentido ruso.»
El 12 de mayo de 2014, Fabio Capello, director técnico de la selección nacional de Rusia, incluyó a Faizulin en la lista provisional de 30 jugadores que iniciarán la preparación con miras a la Copa Mundial de Fútbol de 2014. El 2 de junio fue ratificado por Capello en la nómina definitiva de 23 jugadores.

### Participaciones en Copas del Mundo
| Mundial                        | Sede   | Resultado    |
| ------------------------------ | ------ | ------------ |
| Copa Mundial de Fútbol de 2014 | Brasil | Primera fase |

## Clubes
| Club                      | País  | Año       |
| ------------------------- | ----- | --------- |
| FC Okean Nakhodka         | Rusia | 2004      |
| FC SKA-Energiya Jabarovsk | Rusia | 2004-2006 |
| PFC Spartak Nalchik       | Rusia | 2007      |
| Zenit San Petersburgo     | Rusia | 2008-2018 |

## Palmarés

### Torneos nacionales
| Título                | Club                  | País  | Año     |
| --------------------- | --------------------- | ----- | ------- |
| Supercopa de Rusia    | Zenit San Petersburgo | Rusia | 2008    |
| Liga Premier de Rusia | Zenit San Petersburgo | Rusia | 2010    |
| Copa de Rusia         | Zenit San Petersburgo | Rusia | 2009/10 |
| Supercopa de Rusia    | Zenit San Petersburgo | Rusia | 2011    |
| Liga Premier de Rusia | Zenit San Petersburgo | Rusia | 2011/12 |
| Liga Premier de Rusia | Zenit San Petersburgo | Rusia | 2014/15 |
| Supercopa de Rusia    | Zenit San Petersburgo | Rusia | 2015    |
| Copa de Rusia         | Zenit San Petersburgo | Rusia | 2015/16 |

### Torneos internacionales
| Título              | Equipo (*)            | Sede       | Año  |
| ------------------- | --------------------- | ---------- | ---- |
| Copa de la UEFA     | Zenit San Petersburgo | Mánchester | 2008 |
| Supercopa de Europa | Zenit San Petersburgo | Mónaco     | 2008 |